# 보병의 본령
〈보병의 본령〉(歩兵の本領)은 1911년(메이지 44년) 발표된 일본의 군가이다. 보병을 노래한 노래이므로 〈보병의 노래〉(歩兵の歌)라고도 호칭된다.
작사는 당시의 육군중앙유년학교(이후의 육군예과사관학교) 제10기생인 가토 아키카쓰, 작곡(원곡)은 나가이 겐시의 군가 〈쇼난코〉(小楠公)의 유용. 가토가 재교 당시에 제작하여 1911년 중앙유년학교의 백일제에서 발표하였다. 수작이었기 때문에 동교 뿐만 아니라 제국육군 전체에까지 파급되어 일본을 대표하는 군가의 하나로서 폭넓게 애창되었으며, 레코드화도 이루어져 다양한 레이블에서 발매하였다. 원시는 전부하여 10절까지 있다.
제2차 세계대전 패전 후 연합군 점령하에서는 GHQ에 의하여 연주·방송이 금지되었으나, 구제중학교·구제고등학교 등의 전통있는 학교에서는 현재도 교가나 응원가 등의 멜로디로서 계속 사용하는 예도 적잖다. 예컨대 가이세이에서는 〈결기〉로 이름되는 가사만 다른 노래가 운동회에서 불리고 있다. 육상자위대에서는 보병과에 대응하는 보통과에서 〈보통과의 본령〉(普通科の本領)으로 곡명과 가사만 일부 바꿔 계속 부르고 있다. 아울러 다수의 전후음원도 제작·발매되고 있다.
또한 일본군 수비대의 대부분이 전멸(옥쇄)한 사이판섬 전투에서 일본군 수비대의 전멸 후에도 정글 지대에서 농성하여 마지막까지 미군부대에 저항을 계속하여 패전에서 약 3개월 반 지난 1945년(쇼와 20년) 12월 1일 정식으로 투항한 오바 사카에 육군 대위가 지휘한 집단의 병사들(투항 시의 인수는 오바 사카에 대위를 포함하여 47인)은 타포차우산을 내려가 투항식전회장(投降式典会場)이 된 미군기지까지 향하는 와중에 본곡을 전원이 노래하면서 행진하였다 한다.

## 원곡
〈보병의 본령〉의 원곡은 지금껏 1901년(메이지 34년)에 제작된 구제제일고등학교의 요가(寮歌) 〈아무르강의 유혈이여〉(アムール川の流血や)의 유용으로 알려졌으나, 실제 원곡은 육군도야마학교 군악대 악장인 나가이 겐시가 1899년(메이지 32년) 출판한 《고적나팔군가 실용신보》(鼓笛喇叭軍歌　実用新譜)에 발표된 〈쇼난코〉이다. 이 사실은 2009년(헤이세이 21년) 성악가 겸 연구가 아이카와 유미가 발견하였다. 
이 발견은 1944년(쇼와 19년) 《일본의 군가》에서 "〈아무르강의 유혈이여〉의 곡이 나가이 겐시의 작곡인 것은 동악장이 내게 보낸 서간에서 처음 알게 되었다" 한 호리우치 게이조의 기술과 1992년(헤이세이 4년)의 《고료》(向陵)에 기재된 "(〈아무르강의 유혈이여〉의) 작곡자 구리바야시 우이치 씨는 군가 따위의 이삼편의 기성곡을 조합하여 만들었다고 말씀하신다" 한 것과 합치된다. 이들 본인의 담화 및 양곡의 악보와 그 발표년은 구제일고생(중퇴)이었던 구리바야시 우이치가 1901년(메이지 34년)의 제십일회 기념제요가에서 발표한 〈아무르강의 유혈이여〉는 1899년에 발표된 군가 〈쇼난코〉를 차용했다는 근거가 될 수 있으나, 《일본의 창가(하)》(긴다이치 하루히코·안자이 아이코 편. 고단샤) 등에서 "이 곡의 작곡자는 이전 육군 군악대 대장 나가이 겐시로 와전되어 있었다만"이라고 기술한 바 있으나 그 근거는 적히지 않았다.
상기한 두 곡과 원곡을 공유하는 곡으로 1922년(다이쇼 11년)에 노동가로 제작(개사곡)된 〈메이데이가〉(들어라 만국의 노동자)가 존재한다.

## 가사

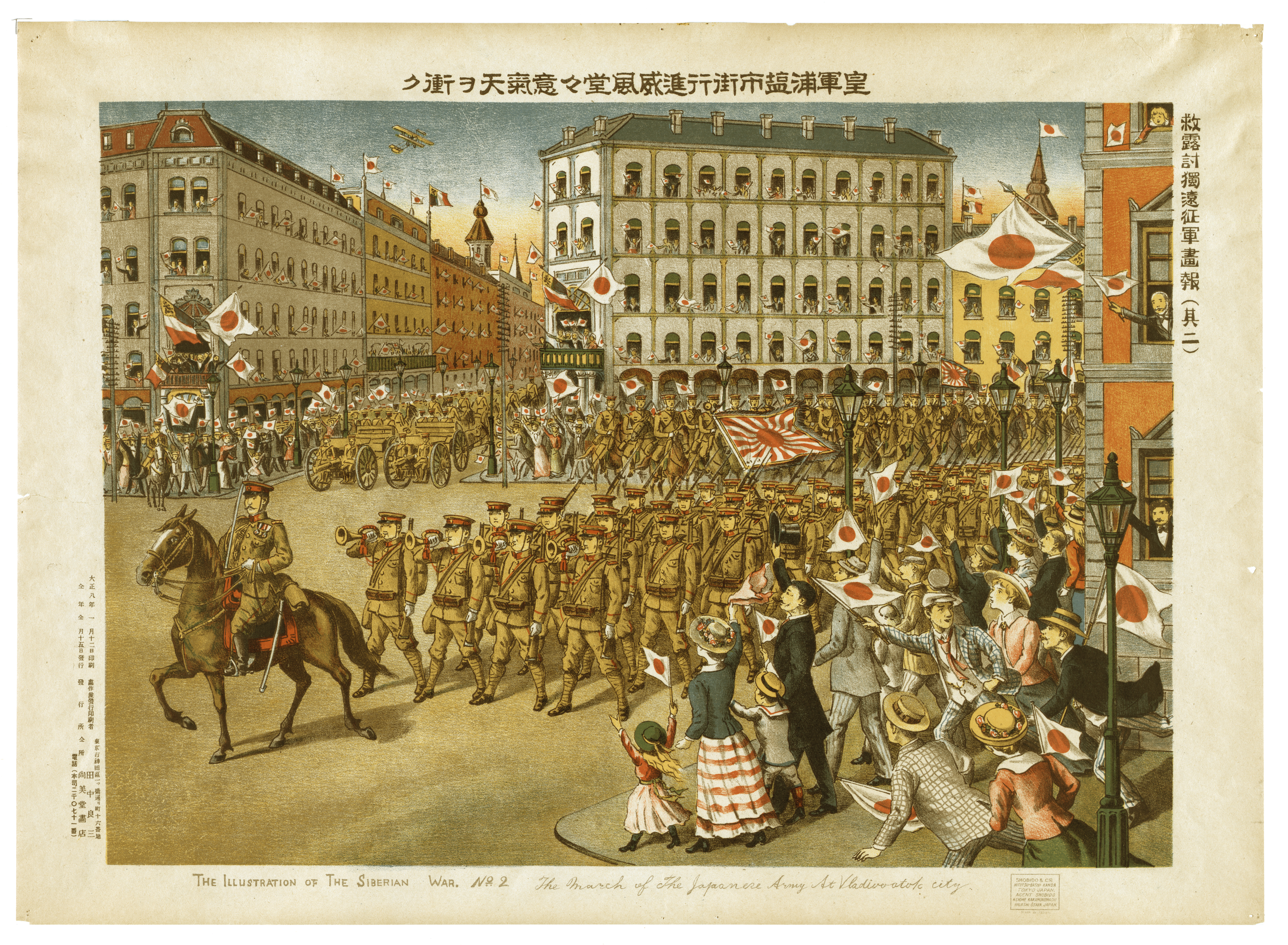
만개한 벚꽃과 같은 금장의 색깔

1절 "만타의 벚꽃이구나 옷깃의 색깔(万朶の桜か襟の色)"과 10절 원시의 "술잔에 옷깃의 색이 비친다(酒盃に襟の色映し)" 할 때의 "옷깃의 색"이란 병과 각부의 정색(定色, 병과색)을 할당한 메이지 38년 전시복제 및 메이지 39년 제식에서 제정된 금장을 의미한다. 보병과의 정색은 비색(緋色)으로 이것을 벚꽃에 견준 것이다. 3절의 "군기"는 욱일기를 의장화한 "보병연대에 하사된 제국육군의 군기"를, "이십만"은 당시 보병장병의 수효를, "팔십여곳"은 당시의 보병연대의 수효를, "주둔하며"는 그 위수지를, 4절의 "바닷사람"은 해군을, 5절의 "기병·포병 협동하라"는 보·기·포병(歩騎砲兵)의 삼병전술을, 6절의 "알프스산을 답파한"은 한니발의 알프스 답파를, "봉천전"은 러일전쟁의 결전인 봉천회전을 각각 의미한다.
| 일본어                         | 일본어 발음                  | 해석                             |
| ------------------------------ | ---------------------------- | -------------------------------- |
| 万朶の桜か襟の色               | 방다노 사쿠라카 에리노 이로  | 옷깃의 색깔은 만개한 벚꽃        |
| 花は吉野にあらし吹く           | 하나와 요시노니 아라시 후쿠  | 요시노의 꽃에 폭풍은 분다        |
| 大和男子と生まれては           | 야마토 오토코토 우마레나바   | 야마토의 남자로 태어났거든       |
| 散兵線(さんぺいせん)の花と散れ | 산페이센노 하나토 치레       | 산병선의 꽃으로 지거라           |
| 尺余の銃は武器ならず           | 샤쿠요노 츠츠와 부키나라즈   | 한 자 남짓한 총이 어찌 무기요    |
| 寸余のつるぎ何かせん           | 승요노 츠루기 나니카센       | 한 치 남짓한 칼은 또 어디에 쓰랴 |
| 知らずやここに二千年           | 시라즈야 코코니 니센넨       | 모르는가 여기에 2천년            |
| きたえ鍛えし大和魂(やまとだま) | 키타에 키타에시 야마토 다마  | 갈고 닦아온 야마토 정신          |
| 軍旗まもる武士は               | 군키 마모루 모노노후와       | 군기를 지키는 무사는             |
| すべてその数二十万             | 스베테 소노 카즈 니쥬우만    | 그 숫자 모두 합쳐 20만           |
| 八十余か所にたむろして         | 하치 쥬욧카쇼니 타무로시테   | 80여곳에 주둔하며                |
| 武装は解かじ夢にだも           | 부소우와 토카지 유메니다모   | 꿈에서조차 무장은 풀지 않는다    |
| 千里東西波こえて               | 센리토우자이 나미코에테      | 천리동서 파도 넘어서             |
| われに仇なす国あらば           | 와레니 아다나스 쿠니아라바   | 우리를 위협하는 나라 있거든      |
| 港を出でん輸送船               | 미나토오 이뎅 유소우센       | 항구를 떠나는 수송선             |
| 暫し守れや海の人               | 시바시 마모레야 우미노 히토  | 잠시 지켜다오 바다의 사람아      |
| 適地に一歩われ踏めば           | 테키지니 잇포 와레후메바     | 적지에 한걸음 내딛으면           |
| 軍の主兵はここにあり           | 군노 슈헤이와 코코니 아리    | 군의 주병은 여기에 있다          |
| 最後の決はわが任務             | 사이고노 케쯔와 와가 닌무    | 최후의 결전은 우리의 임무        |
| 騎兵砲兵協同せよ               | 키헤이 호우헤이 치카라세요   | 기병·포병 협동하라               |
| アルプス山を踏破せし           | 아루푸스야마오 토우하세시    | 알프스산을 답파한                |
| 歴史はふるく雪しろし           | 레키시와 후루쿠 유키시로시   | 역사는 오래요 눈은 하얗다        |
| 奉天戦の活動は                 | 호우텐센노 카츠도우와        | 봉천 전투의 활약은               |
| 日本歩兵のと知れ               | 닛폰 호헤이노 스이토 시레    | 일본 보병의 정수로 알라          |
| 携帯口糧あるならば             | 케이타이코우료우 아루나라바  | 휴대식량만 있다면                |
| 遠く離れて三日四日             | 토오쿠 하나레테 밋카요카     | 멀리 떠나서 사흘 나흘            |
| 曠野千里にわたるとも           | 코우야센리니 와타루토모      | 광야가 천리에 이르더라도         |
| 散兵線に秩序あり               | 산페이센니 치츠죠아리        | 산병선에 질서는 있다             |
| 退くことは我知らず             | 시리죠쿠 센쥬쯔 와레시라즈   | 물러나는 전술 따위 알까 보냐     |
| みよや歩兵の操典を             | 미요야 호헤이노 소우텐오     | 보아라 보병의 교범을             |
| 前進前進また前進               | 젠신젠신 마다 젠신           | 전진 전진 또 전진                |
| 肉弾とどく所まで               | 니쿠단 토도쿠 토코로마데     | 육탄이 닿는 곳까지               |
| 我が一軍の勝敗は               | 와가 이치군노 쇼우하이와     | 우리 일군의 승패는               |
| 突喊最後の数分時               | 톳칸 사이고노 스우훈지       | 돌격 최후의 수분에 달렸다        |
| 歩兵の威力はここなるぞ         | 호헤이노 이료쿠와 코코나루조 | 보병의 위력을 예서 보여라        |
| 花散れ勇め時は今               | 하나치레 이사메 토키와 이마  | 꽃 지듯 용감할 때 지금일지니     |
| 歩兵の本領ここにあり           | 호헤이노혼료우 코코니아리    | 보병의 본령은 여기에 있다        |
| ああ勇ましの我が兵科           | 아아 이사마시노 와가 헤이카  | 아아 용감도 해라 나의 병과       |
| 会心の友よさらばいざ           | 켓신노 토모요 사라바이자     | 회심의 벗이여 작별이다           |
| ともに励まんわが任務           | 토모니 하게만 와가닌무       | 더불어 힘쓰자 우리의 임무        |